# 子平真詮
《子平真詮》為清朝乾隆進士沈孝瞻所著的一本研究八字的命理学著作，一共48章。子平真詮一書為建立在《淵海子平》、《三命通會》、《神峰通考》等基礎上，更條理井然的說明，取用神以月令為主，用神成敗得失、變化，看格局兼看相神，以及各格局取運情形等法則，進而提高八字命學的準確率，成為當時人們爭相傳抄的經典命書。《子平真詮》與《滴天髓》更被列為最完備精審的命書。民國時，徐樂吾曾為此書做評註，但在大多章節詮釋上的內容多多少少誤解原作者本意，尤其更於用神一篇，將取用神分為扶抑、病藥、專旺、通關，曲解月令用神涵義，並影響後世八字命學發展極深。
十神格局依次為
1. 正官格
2. 七殺格
3. 正財格
4. 偏財格
5. 食神格
6. 傷官格
7. 羊刃格
8. 建祿格
9. 正印格
10. 偏印格